# Franz Ferdinand von Schrötter
Franz Ferdinand von Schrötter (13. ledna 1736, Vídeň, Habsburská monarchie – 3. června 1780, tamtéž) byl rakouský publicista, univerzitní profesor, právník, historik, osvícenec.

## Život
Schrötter se narodil do úřednické rodiny a bylo logické, že taktéž jeho kariéra se bude ubírat podobným směrem. Na vídeňské univerzitě vystudoval práva, kde mu přednášeli tehdejší nejvýznamnější rakouští právníci, jakými byli Josef Antonín Riegger či Karel Antonín Martini. Jeho zájem se orientoval především k veřejnému právu a v roce 1757 absolvoval s disertační prací Rechtsgelehrsamkeit der alten Perser („Právní nauka starověkých Peršanů“), což ukazovalo na jeho inklinaci i k právní historii. Postupně se stal jedním z předních znalců na dějiny státního práva. Brzy si jej všiml i kancléř císařovny Marie Terezie, hrabě Václav A. Kounic, a Schrötter se stal dvorním sekretářem, později radou (když byl v roce 1774 povýšen do rytířského stavu), jenž se specializoval na právní problematiku. Kounic jeho služby využil především pro právní spory týkající se nároků habsburského domu ve Svaté římské říši (hlasovací práva kurfiřtů, síla jednotlivých kurfiřtství, jejich vztahy vůči římskoněmeckému císaři apod.). Schrötter se střetával především s významným německým ústavním právníkem Johannem Stephanem Pütterem. Schrötter vydal vedle řady právních a právně – historických pojednání i čistě historické práce týkající se předhabsburských dějin Rakouska.

## Dílo
K hlavním pracím z oblasti veřejného práva patří pětidílný Abhandlungen aus dem österreichischen Staatsrecht („Pojednání o rakouském státním právu“), z oblasti historie a právní historie např. Grundriß des österreichischen Staatsrechtes („Přehled rakouského státního práva“) nebo Österreichische Geschichte von der Urzeit bis auf Maximilian I. („Rakouské dějiny od dávnověku do Maxmiliána I.“).